# (1580) Betulia
(1580) Betulia – planetoida z grupy Amora należąca do obiektów NEO okrążająca Słońce w ciągu 3 lat i 94 dni w średniej odległości 2,2 au. Została odkryta 22 maja 1950 roku w Union Observatory w Johannesburgu przez Ernesta Johnsona. Nazwa planetoidy pochodzi od imienia żony Samuela Herricka (1911-1974), amerykańskiego astronoma i matematyka. Przed jej nadaniem planetoida nosiła oznaczenie tymczasowe (1580) 1950 KA.